# Maleník
Maleník ist ein Berg in der mährischen Pforte im Osten Tschechiens. Er bildet mit 479 m n.m. die höchste Erhebung des Maleníkwaldes. 

## Geographie und Geologie
Der Rücken des Maleníkwaldes erstreckt sich am Südufer der Bečva zwischen den Städten Lipník nad Bečvou und Hranice na Moravě. Außer dem Hauptgipfel Maleník liegen hier die Berge Krasnice (464 m n.m.), Pavelák (366 m n.m.), Dubová (349 m n.m.), Křivý (410 m n.m.) und Polomná (404 m n.m.). Das Bergland gehört als geomorphologische Untereinheit zum Vorhügelland der Beskiden (Podbeskydská pahorkatina).
Maleník besteht aus Tonschiefern und Konglomeraten des Karbon, überlagert von Sedimenten des Tertiär und Quartär. Der gesamte Bergrücken ist bewaldet. Die Durchschnittstemperatur beträgt 7–8 °C, die jährliche Niederschlagsmenge 500 mm.

## Naturschutz
An den Hängen des Maleník stehen seit 1962 zwei Buchenmischwälder unter Naturschutz, die in ihrer Zusammensetzung dem ursprünglichen Zustand der Wälder in der Mährischen Pforte ähneln. Das Naturreservat Dvorčák liegt am Südosthang in einer Höhe von 362 bis 392 m n.m. Es umfasst auf 11,71 Hektar einen Laubwald mit reicher Krautschicht, in der sich unter anderem die Frühlings-Platterbse, Maiglöckchen, Wolfsmilch, Sanikel, Weißwurzen und die Weiße Pestwurz finden. Etwa 30 Vogelarten brüten hier.  Das 34,61 Hektar große Naturreservat Bukoveček befindet sich am Nordhang in einer Höhe von 298 bis 432 m n.m. Es schützt den Rest eines Laubwaldes, in dessen armen Krautschicht Hainsimsen, Seggen und  Rispengräser dominieren. Ornithologische Untersuchungen wiesen Nistplätze von 49 Vogelarten nach. Beide Reservate sind als Versuchsflächen der forstwirtschaftlichen Fakultät an der Universität in Brno ausgewiesen, derzeit werden jedoch keine Versuche durchgeführt.

## Infrastruktur und Sehenswürdigkeiten
An den Rändern des Maleník liegen zwei bekannte Sehenswürdigkeiten: Im Westen die Burg Helfštýn, im Osten das Höhlensystem der Zbraschauer Aragonithöhlen. Zwischen Lhota und Paršovice führt eine Asphaltstraße durch den Maleníkwald. Den gesamten Wald durchzieht ein Netz von Waldwegen und Pfaden, die zum Wandern und Mountainbiking aufgesucht werden.